# Scleropactes apuensis
Scleropactes apuensis là một loài chân đều trong họ Scleropactidae. Loài này được Lemos de Castro miêu tả khoa học năm 1967.